# Raffatjärnarna (Hotagens socken, Jämtland, 714016-142194)
Raffatjärnarna är en sjö i Krokoms kommun i Jämtland och ingår i Ångermanälvens huvudavrinningsområde. Sjön har en area på 0,0797 kvadratkilometer och ligger 767,4 meter över havet. Raffatjärnarna ligger i Gråberget-Hotagsfjällen Natura 2000-område. Sjön avvattnas av vattendraget Hyddbäcken.

## Delavrinningsområde
Raffatjärnarna ingår i det delavrinningsområde (714037-142384) som SMHI kallar för Ovan 714345-142767. Medelhöjden är 675 meter över havet och ytan är 13,52 kvadratkilometer. Det finns inga avrinningsområden uppströms utan avrinningsområdet är högsta punkten. Hyddbäcken som avvattnar avrinningsområdet har biflödesordning 3, vilket innebär att vattnet flödar genom totalt 3 vattendrag innan det når havet efter 294 kilometer. Avrinningsområdet består mestadels av skog (56 procent) och kalfjäll (33 procent). Avrinningsområdet har 0,2 kvadratkilometer vattenytor vilket ger det en sjöprocent på 1,4 procent.